# Coll de la Couillole
El coll de la Couillole (en francès col de la Couillole) és un port de muntanya dels Alps al massís de Mercantour-Argentera, a una alçada de 1.678 m. Administrativament es troba al departament dels Alps Marítims, a la regió de Provença-Alps-Costa Blava. El coll comunica la vall del riu Chans (en francès Cians), a l'oest, amb la vall del riu Tinèa (en francès Tinée), a l'est. Els punts de partida els formen les localitats de Buèi (en francès Beuil) i Sant Salvaur de Tinèa (en francès Saint-Sauveur-sur-Tinée), respectivament, on s'inicien les carreteres D30 i M30, les quals formen part de la Ruta dels Grans Alps.

## Detalls de l'ascensió
L'ascensió pel vessant oest comença a la localitat de Buèi, a la cruïlla entre les carreteres D28 i D30. Té una longitud de 7,4 km, amb un pendent mitjà del 4,5%, i un desnivell a superar de 266 m. Es tracta d'una ascensió irregular, amb una mescla de trams amb pendents de fins al 7,5%, curtes baixades i zones més planeres.
L'ascensió pel vessant est s'inicia a la localitat de Sant Salvaur de Tinèa, té 15,7 km de longitud, un pendent mitjà del 7,5% i supera un desnivell de 1.170 m. Es tracta d'una ascensió força regular, amb les rampes més dures en els darrers 1,3 km, on s'assoleix un pendent del 8,5%.

## Ciclisme

### Tour de França

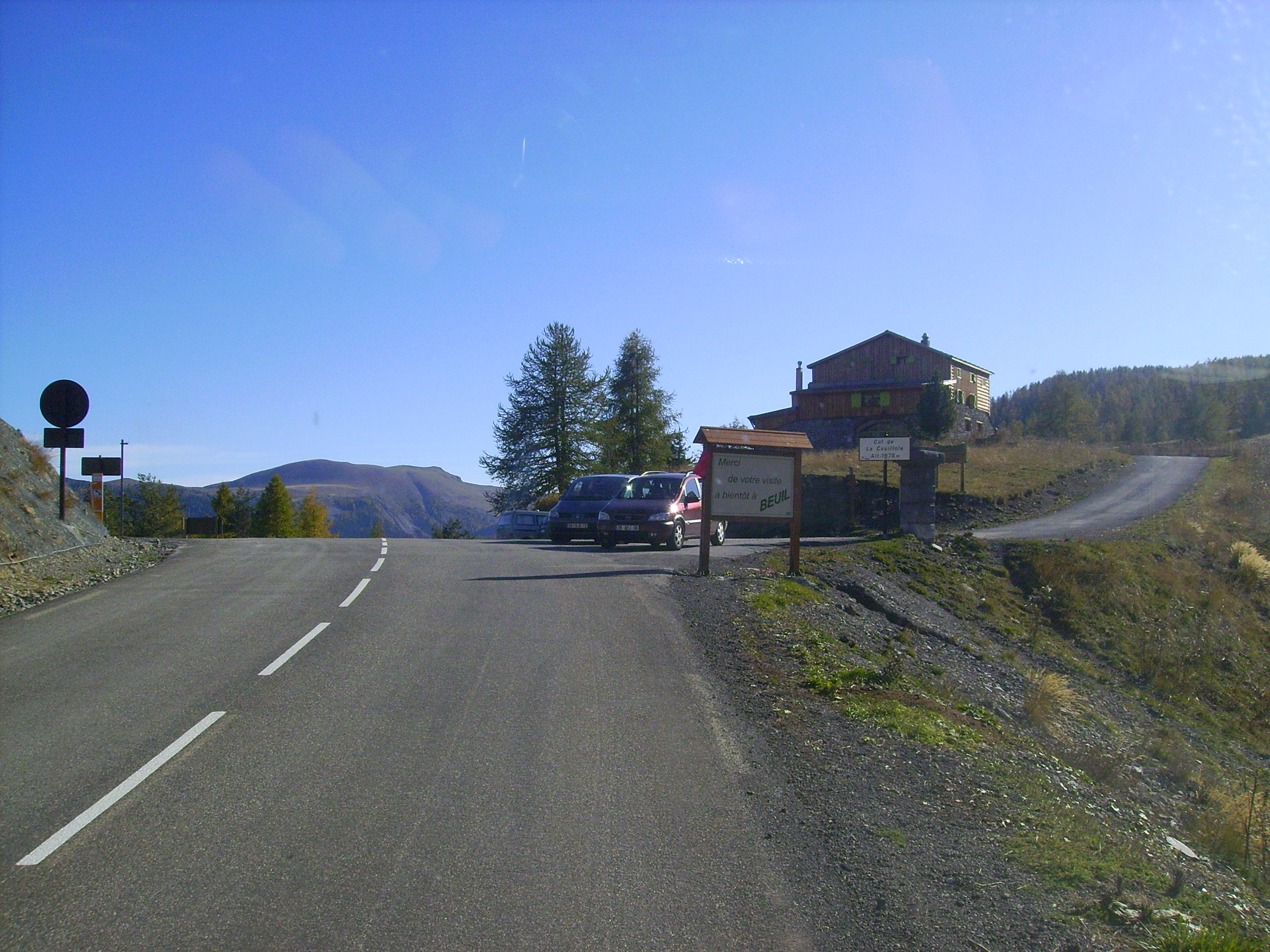
Darrers metres abans d'arribar al coll

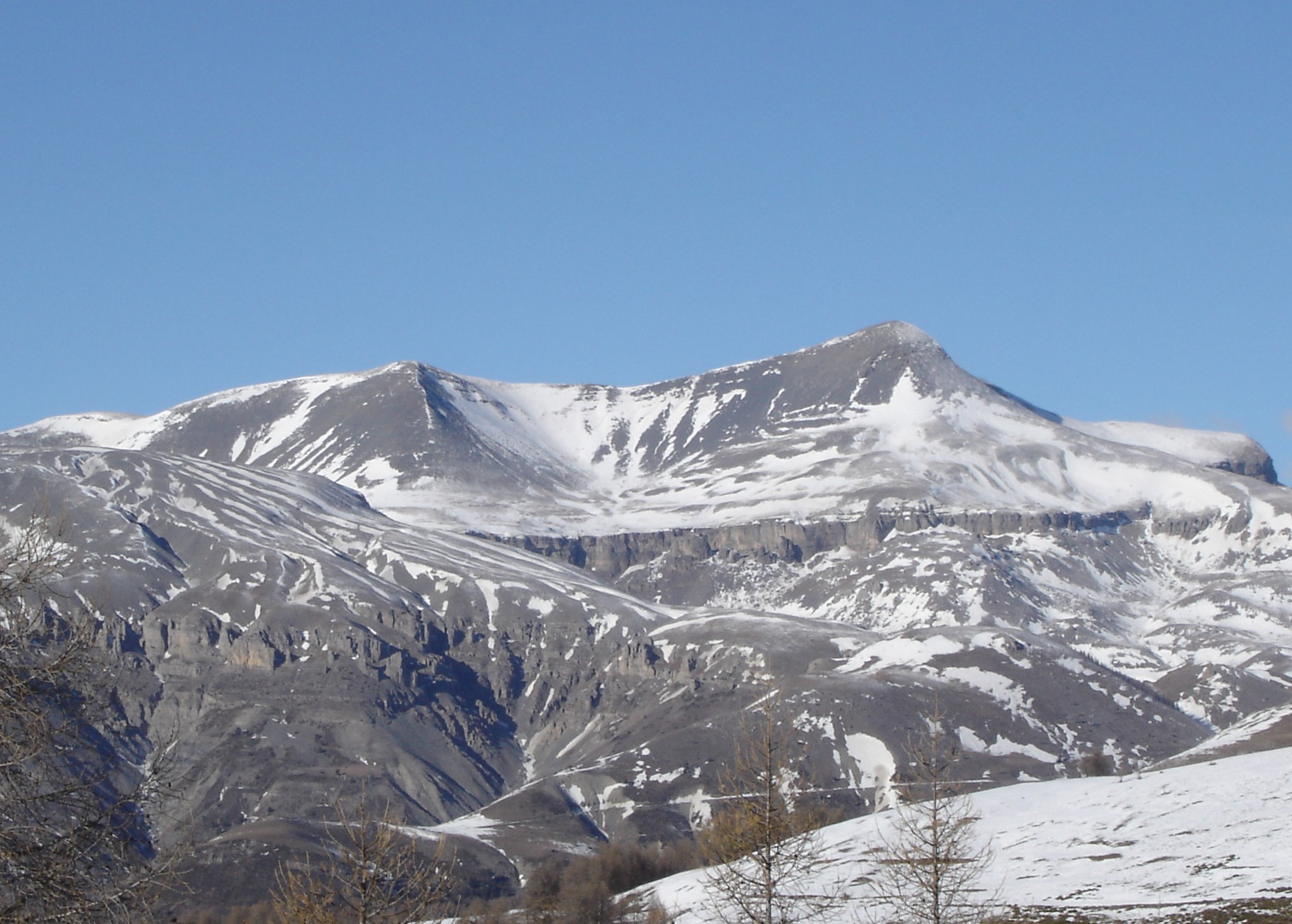
Vista del proper Mont Mounier poc abans d'arribar al coll

El coll de la Couillole es va superar per primera vegada durant la novena etapa de l'edició del 1973 del Tour de França, amb inici a Ambrun (en francès Embrun) i final, després de passar per diversos colls de muntanya alpins, a Niça. En aquella ocasió es va utilitzar el vessant oest just després de superar el proper coll de Valberg, de manera que no es va tenir en compte per a la classificació del Gran Premi de la Muntanya.
Posteriorment, durant del Tour de França de 1975 la cursa va utilitzar el vessant est en la quinzena etapa en el seu camí a través del coll des Champs i del coll d'Alòs fins a Pra-Loup, sent aquesta vegada el coll classificat com de 2. Categoria. Aquesta etapa és recordada com la darrera en què el belga Eddy Merckx portà el mallot groc en el Tour de França. En la darrera ascensió de la jornada patí un defalliment, sent superat pel francès Bernard Thévenet, que s'acabaria enduent l'etapa i la victòria final d'aquella edició de la cursa.
No va ser fins a l'any 2024 en què el Tour de França va tornar a incloure aquest coll en el seu recorregut. En aquest cas, es va ascendir pel vessant est i va ser el final de la vintena etapa, en la qual es va imposar l'eslovè Tadej Pogačar.
| Any  | Etapa | Categoria | Inici | Final                | Primer al cim         | Vessant |
| ---- | ----- | --------- | ----- | -------------------- | --------------------- | ------- |
| 1975 | 15    | 2         | Niça  | Pra-Loup             | Lucien Van Impe (BEL) | Est     |
| 2024 | 20    | 1         | Niça  | Coll de la Couillole | Tadej Pogačar (SLO)   | Est     |

### París-Niça
En l'edició del 2017 de la cursa París-Niça el coll de la Couillole va ser per primera vegada el punt d'arribada d'una etapa. Concretament, es va utilitzar el vessant est i l'ascensió es va classificar com de 1. Categoria. L'etapa la va guanyar l'australià Richie Porte per davant de l'espanyol Alberto Contador i l'irlandès Daniel Martin, mentre que a la classificació general el colombià Sergio Henao, que acabaria sent el vencedor de la prova, li va prendre el mallot groc al francès Julian Alaphilippe.
L'any 2023 el coll de la Couillole va tornar a ser final d'etapa de la prova. En aquest cas, l'eslovè Tadej Pogačar, que acabaria guanyant la cursa, es va imposar a l'esprint davant del francès David Gaudu i del danès Jonas Vingegaard.
| Any  | Etapa | Categoria | Inici | Final                | Primer al cim       | Vessant |
| ---- | ----- | --------- | ----- | -------------------- | ------------------- | ------- |
| 2017 | 7     | 1         | Niça  | Coll de la Couillole | Richie Porte (AUS)  | Est     |
| 2023 | 7     | 1         | Niça  | Coll de la Couillole | Tadej Pogačar (SLO) | Est     |